# Кава з льодом

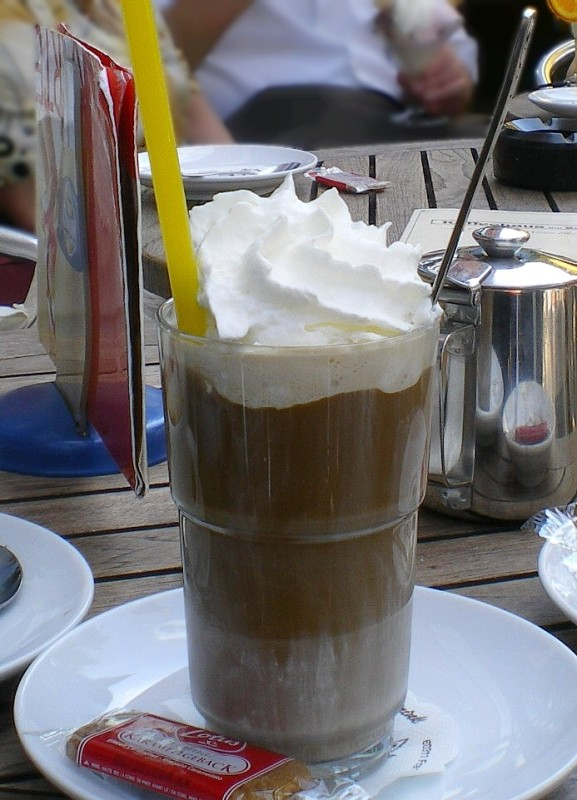
Холодна кава з вершками, подана у Німеччині

Холодна кава або Айс-кава, крижана кава — спосіб подання кавових напоїв. Часто вживається як прохолодний напій.

## Приготування
Існує кілька способів приготування холодної кави. У першому випадку готовий гарячий напій остуджується до потрібної температури, у другому — кава готується шляхом витримування мелених зерен у воді (наприклад, з допомогою френч-преса), після чого фільтрується.
Часто холодну каву готують подібно до гарячого аналога того чи іншого кавового напою. Так, існують «лате з льодом», «холодне мокко». Дані напої виготовляються шляхом змішування гарячого еспрессо з необхідною кількістю охолодженого молока.

## Сервірування
Айс-кава може бути поданою як вже охолодженою, так і ще гарячою, але з потрібною кількістю льоду.
Оскільки цукор погано розчиняється у холодній рідині, в холодну каву зазвичай додається цукровий сироп або цукрозамінники.